# شهر قدیمی (برن)
شهر قدیمی (آلمانی: Altstadt) بخش قرون وسطایی شهر برن، سوئیس است که ۸۴ هکتار وسعت دارد و در سال ۱۹۸۳ در فهرست میراث جهانی یونسکو ثبت شده است.

## نگارخانه

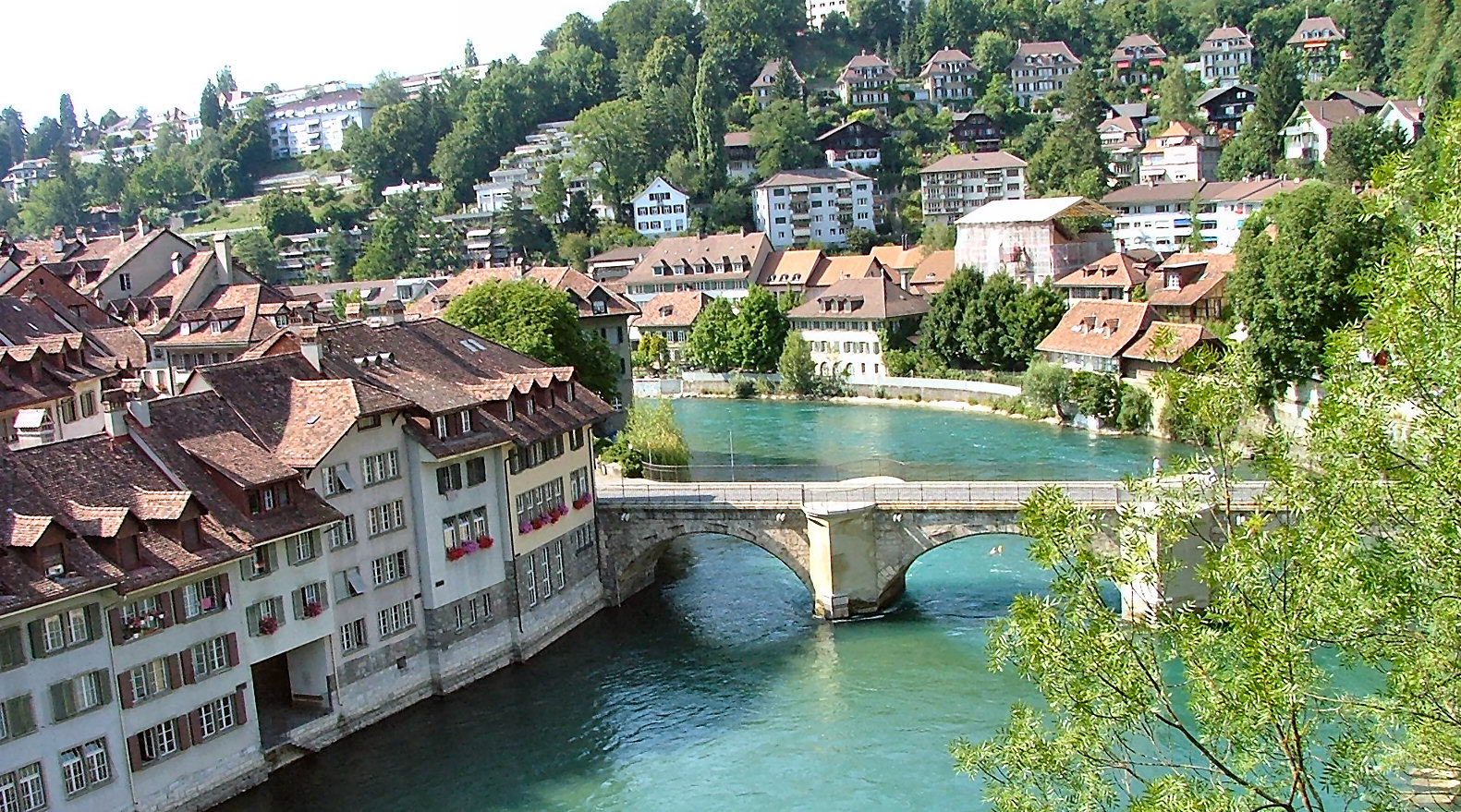
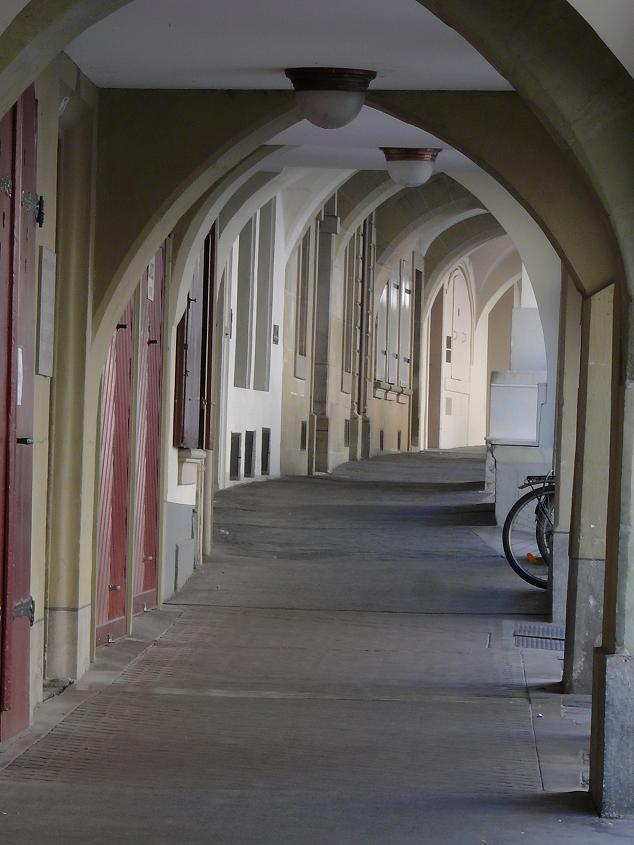
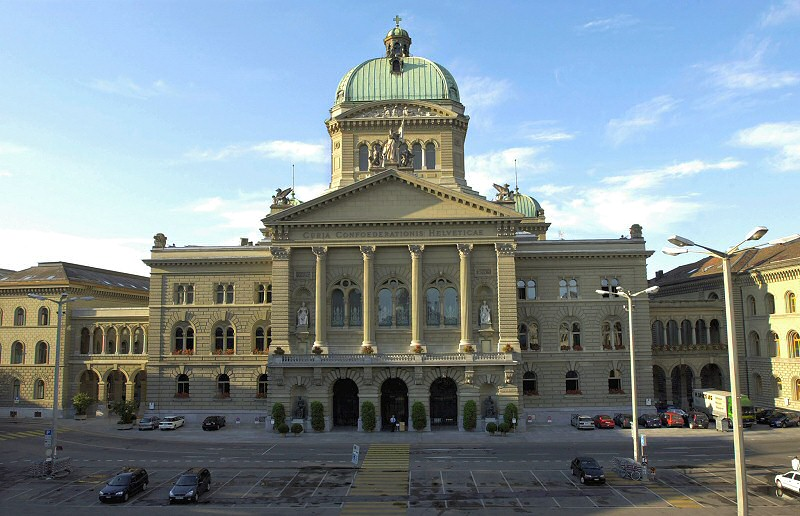
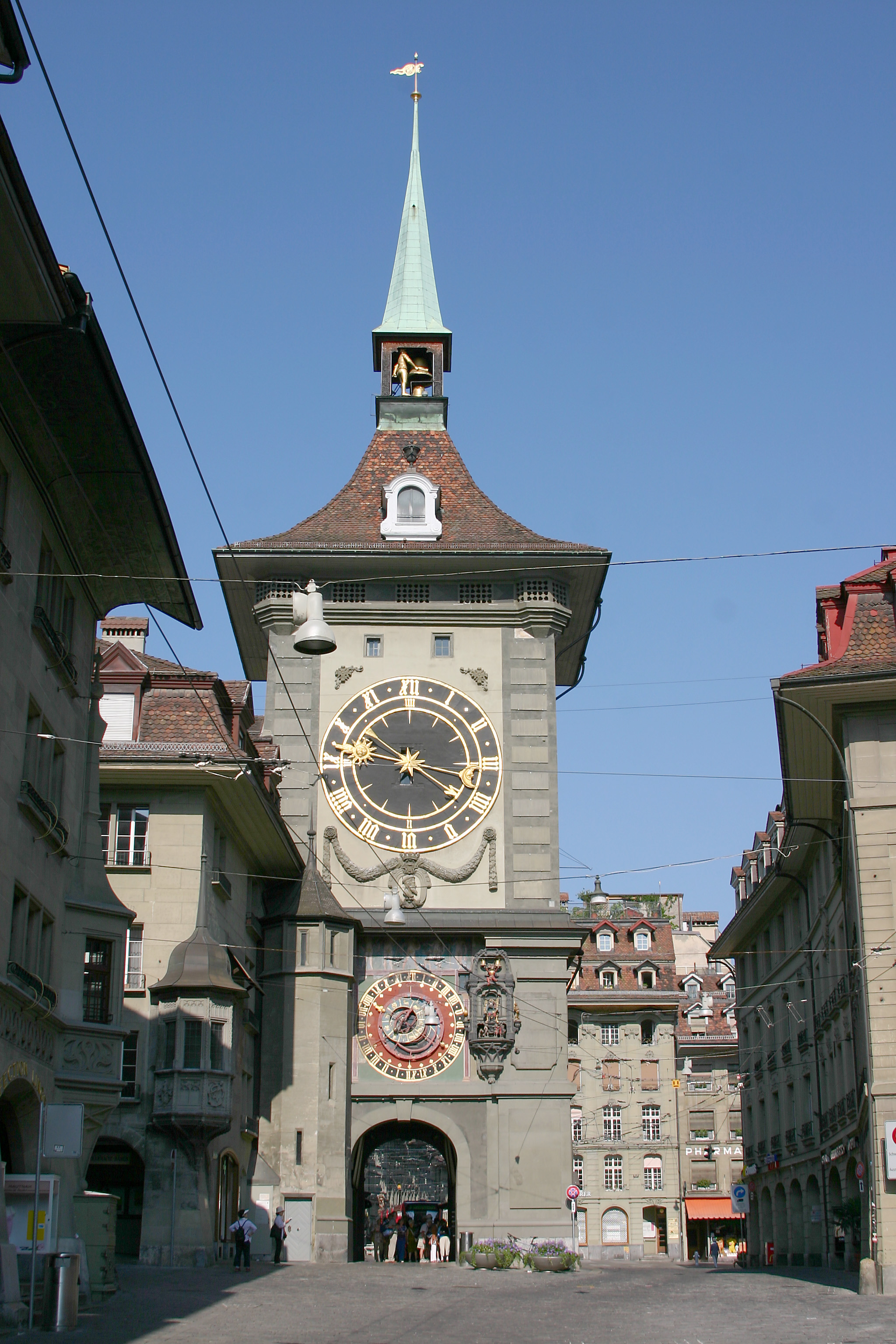
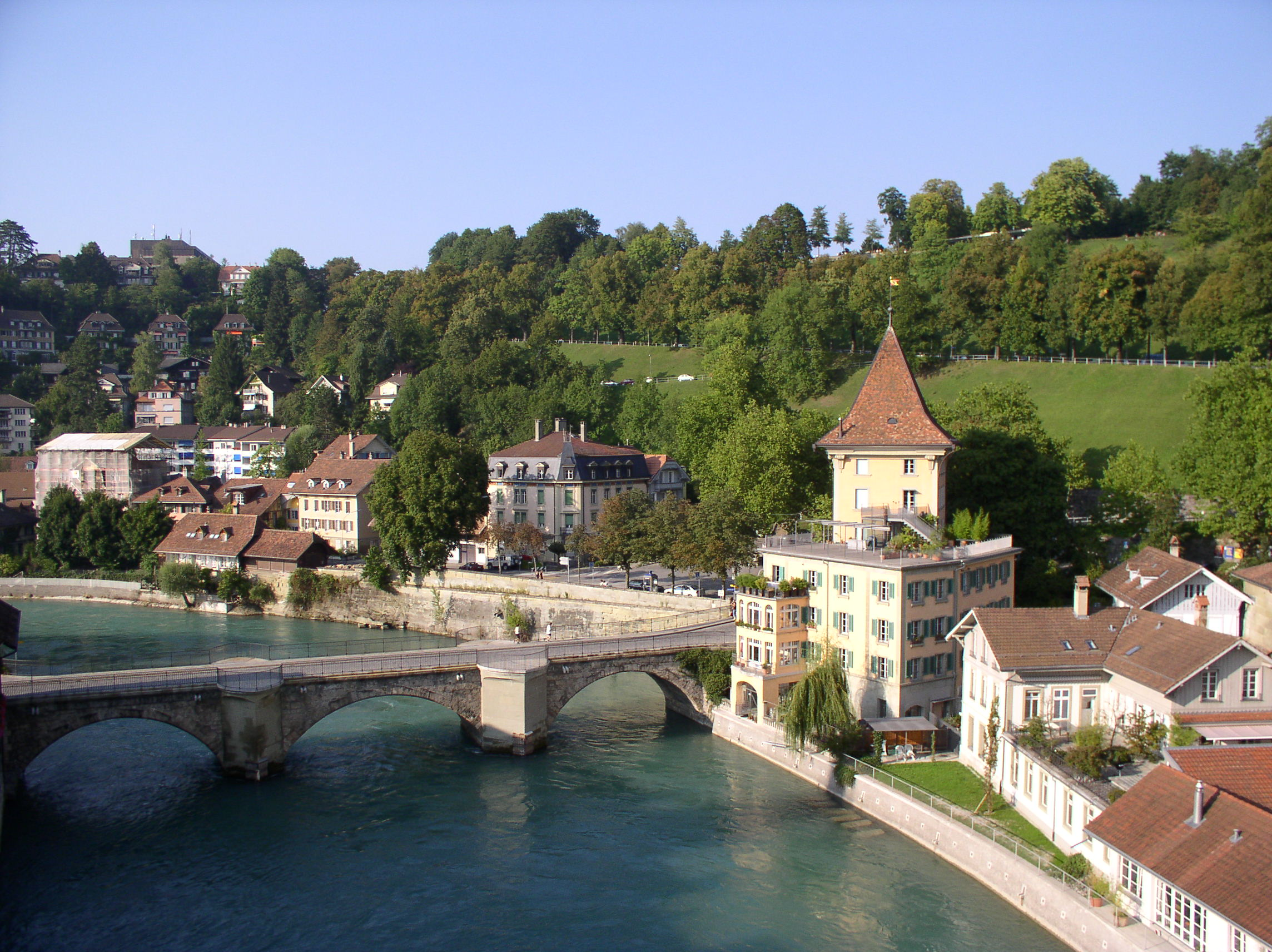
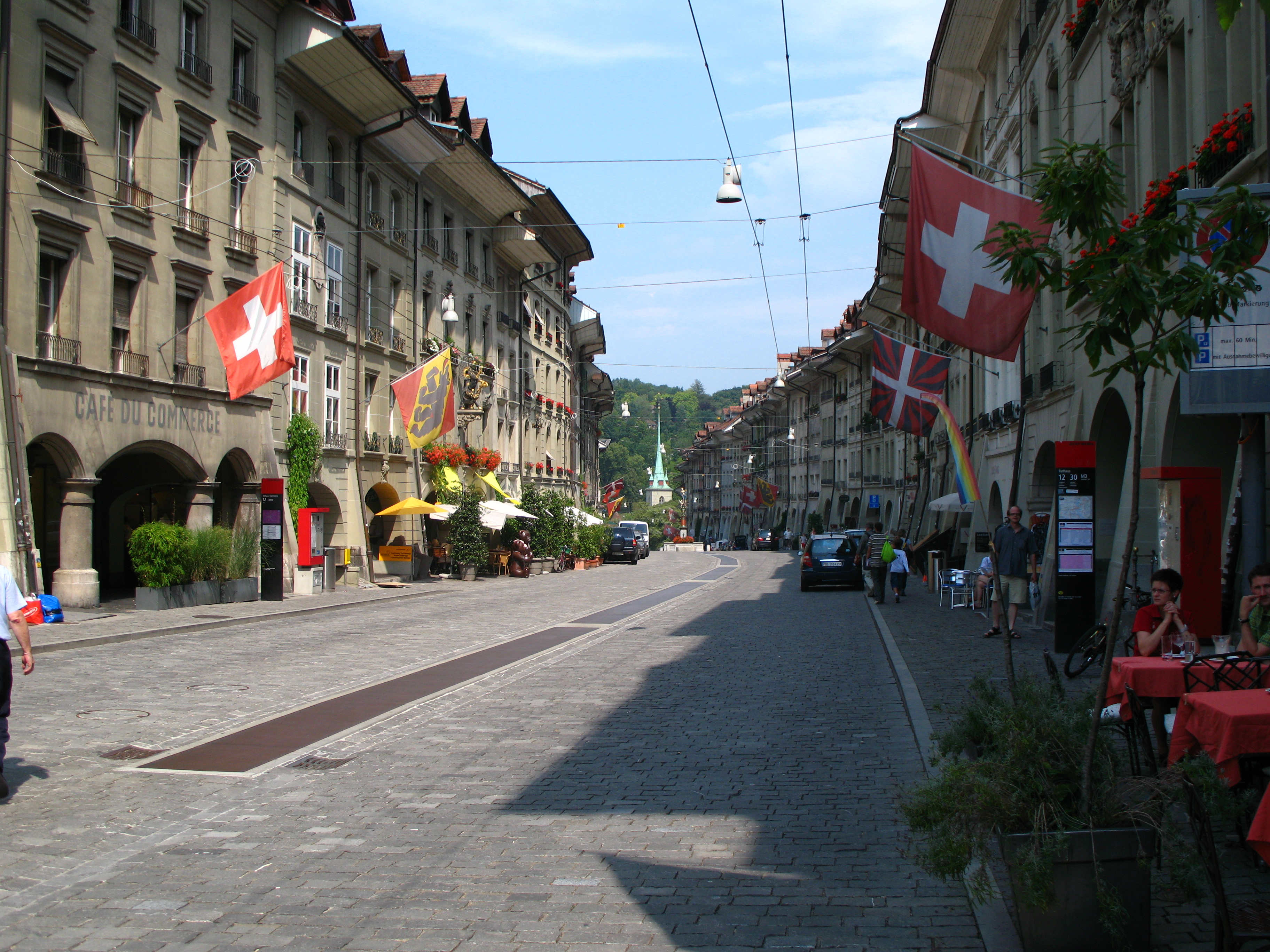
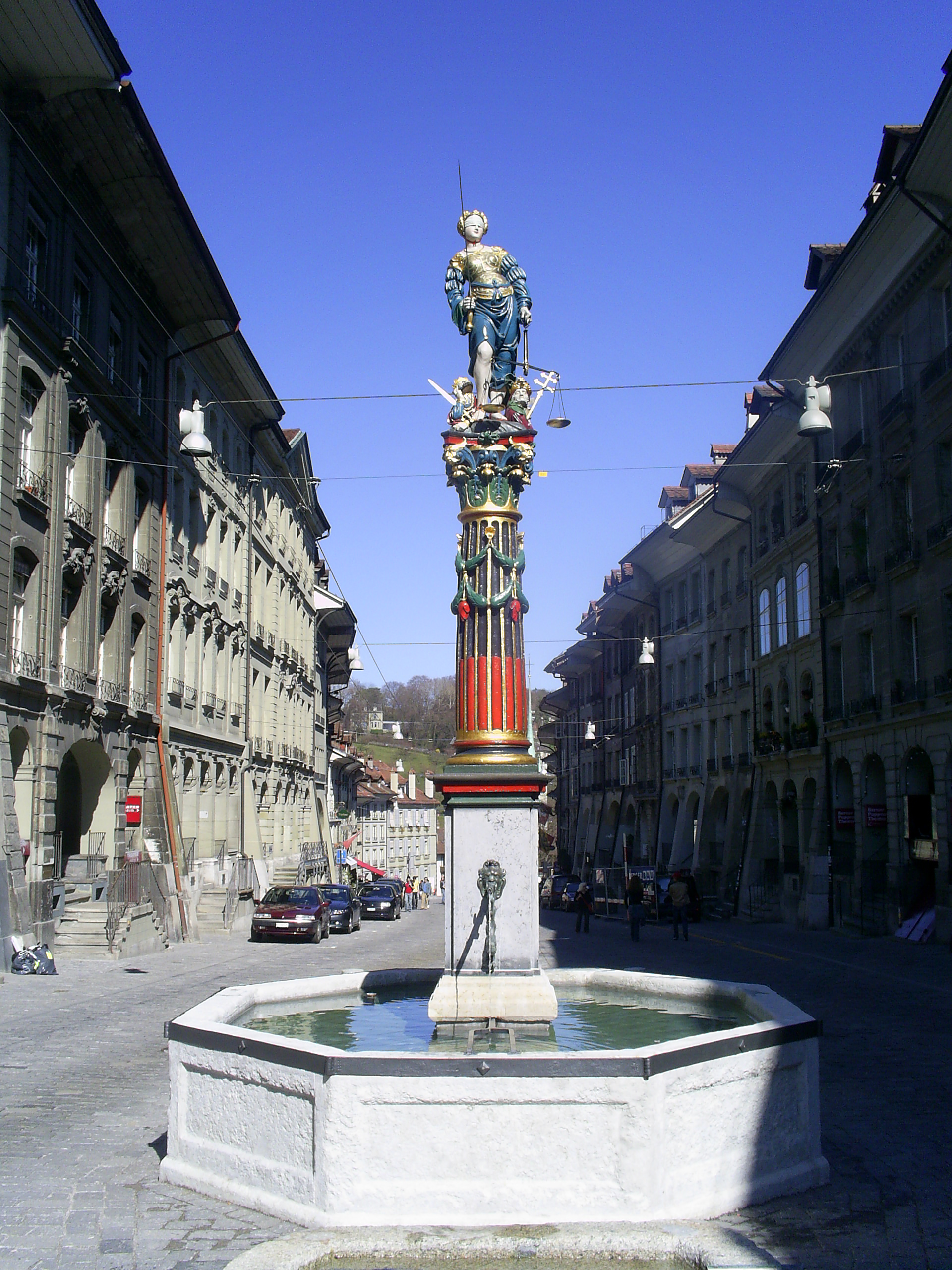
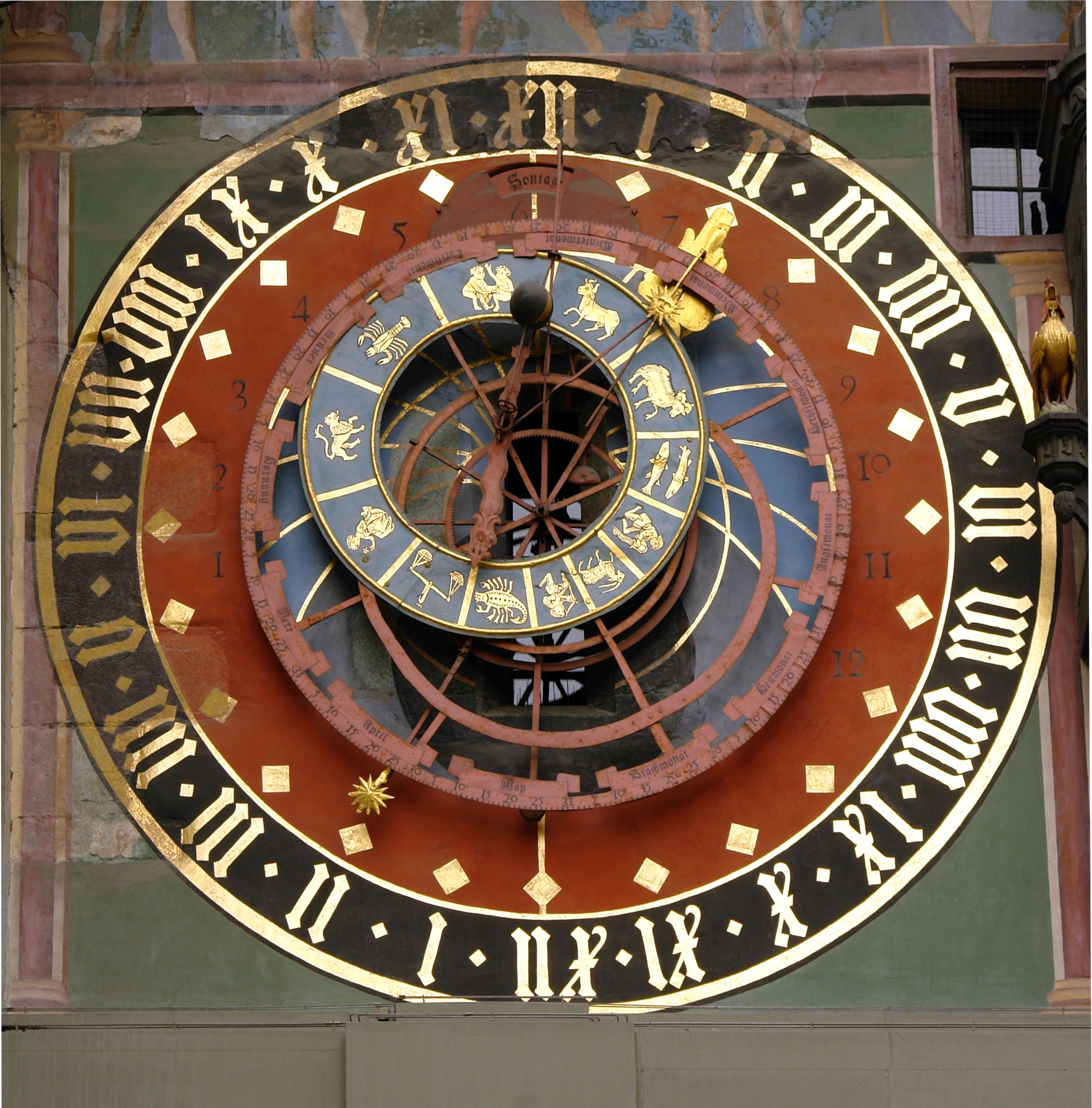